# Ирмос

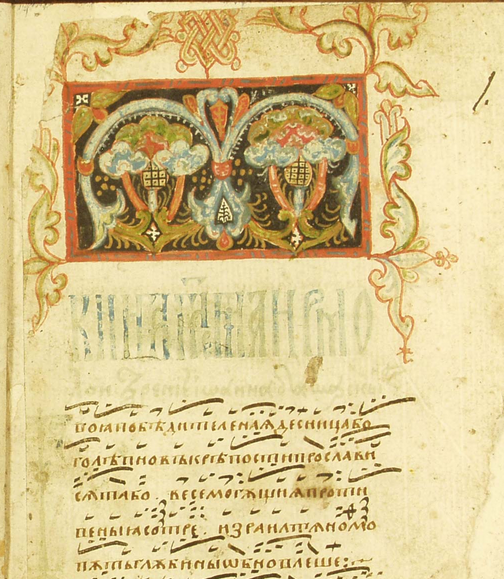
Воскресный Ирмос Первого гласа, Песнь 1: "Твоя́ победи́тельная десни́ца Боголе́пно в кре́пости просла́вися: та бо, Безсме́ртне, я́ко всемогу́щая, проти́вныя сотре́, Израильтя́ном путь глубины́ обновле́ше."
«Стихирарь крюковый», полуустав. начало XVI века

Ирмо́с (церк.-слав. Ірмо́съ греч. εἱρμός — сплетение, связь), в византийском и русском православном богослужении — первая строфа в каждой из девяти песен канона, в которой прославляются священные события или лица. Ирмос служит мелодико-метрическим образцом для последующих строф (тропарей) данной песни. Тексты ирмосов гимнографические (в основном, парафразы Священного Писания). Музыкально ирмосы подчиняются системе осмогласия.
На воскресном каноне хвалебные ирмосы чередуются в каждом гласе с молитвенно-скорбными ирмосами. Хвалебные ирмосы охватывают всю систему христианского вероучения и говорят о сотворении мира (преимущественно ирмос 3-й), Воплощении Сына Божия (в основном 4-й, иногда 4-й и 5-й, иногда и 3-й), о Церкви (3-й или 4-й). Через образы песен пророков Исаии и Ионы ирмосы выражают стремление души к свету Христову, в 6-м ирмосе содержатся молитвы об избавлении от греховной бездны и страданий. Ирмосы 1-й, 7-й и 8-й песен посвящены также прообразовательным событиям Ветхого Завета. 9-й ирмос во всех канонах прославляет Богоматерь. 
Богослужебные сборники (книги) ирмосов известны с глубокой древности, они носят название ирмологиев.